# Копосов, Владимир Иванович
Владимир Иванович Копосов (1924 — ?) — автоматчик 58-го гвардейского стрелкового полка (18-я гвардейская стрелковая Инстербургская Краснознамённая дивизия), гвардии красноармеец, участник Великой Отечественной войны, кавалер ордена Славы трёх степеней.

## Биография
Родился в 1924 году в городе Архангельске. Русский.
Окончил школу в Архангельске.
Призван в Красную армию 20 августа 1942 года Октябрьским районным военкоматом города Архангельска. Участник Великой Отечественной войны с ноября 1942 года. В 1942-1943 годах воевал стрелком на Волховском и Ленинградском фронтах.
Был ранен в боях 22 февраля 1943 года (легко), 23 июня 1943 года (тяжело) и 6 февраля 1944 года (тяжело).
После излечения в госпитале в мае 1944 года вернулся на фронт и стал стрелком в 801-м стрелковом полку 235-й стрелковой дивизии на 1-м Прибалтийском фронте.
Стрелок 801-го стрелкового полка (235-я стрелковая дивизия, 60-й стрелковый корпус, 43-я армия, 1-й Прибалтийский фронт) красноармеец Копосов Владимир Иванович отличился в Витебско-Оршанской операции - составной части Белорусской стратегической наступательной операции. Участвовал он в ней совсем недолго — считанные часы. В первый день наступления, при прорыве долговременной многоэшелонированной немецкой обороны в районе деревни Заболотники Городокского района Витебской области Белорусской ССР 23 июня 1944 года первым ворвался в немецкую траншею, где увидел уцелевший после артподготовки и ведущий огонь немецкий пулемёт. Несколькими меткими выстрелами из винтовки перестрелял его расчёт. При этом был ранен, но остался в строю и принял участие в яростном ближнем бою по очистке траншеи от противника. Эвакуирован в санчасть уже после завершения боя, когда потерял сознание из-за сильной потери крови.
За образцовое выполнение боевых заданий Командования на фронте борьбе с немецкими захватчиками и проявленные при этом доблесть и мужество приказом по 235-й стрелковой дивизии № 051/н от 18 августа 1944 года красноармеец Копосов Владимир Иванович награждён орденом Славы 3 степени.
После тяжёлого ранения в бою 23 июня 1944 года долго лечился. Попал во фронтовой госпиталь, откуда его после выписки в конце 1944 года направили в другую часть и даже в другую армию. Поэтому боец не узнал о том, что командир полка представил его к ордену и о своём награждении орденом Славы 3-й степени. Об этой награде ему стало известно спустя много лет после войны.
Разведчик гвардии красноармеец Копосов Владимир Иванович проявил мужество в Восточно-Прусской стратегической наступательной операции.
В наступательных боях с 23 по 29 января 1945 года отважно действовал в передовых боевых порядках. В одном из населённых пунктов первым ворвался в дом, из которого противник вёл огонь, и личным оружием уничтожил 6 солдат противника. При движении в головной походной заставе, когда колонна наших войск была встречена вражеским огнём, выявил точное расположение 3-х огневых точек и передал их координаты артиллеристам. Все эти точки были немедленно уничтожены артогнём.
За образцовое выполнение боевых заданий командования на фронте борьбы с немецкими захватчиками и проявленные при этом доблесть и мужество приказом по 18-й гвардейской стрелковой дивизии № 011/н от 8 февраля 1945 года гвардии красноармеец Копосов Владимир Иванович награждён орденом Славы 3-й степени. Приказом Министра обороны Российской Федерации от 13 сентября 1996 года был перенаграждён орденом Славы 1-й степени, став тем самым полным кавалером ордена Славы.
Копосов Владимир Иванович ещё неоднократно совершал геройские подвиги в Восточно-Прусской наступательной операции. Так, в бою 17 марта 1945 года за населённый пункт Бранденбург (ныне посёлок Ушаково Гурьевского городского округа Калининградской области) метким автоматным огнём уничтожил 4-х солдат. Затем забросал гранатами дом, в котором была оборудована позиция станкового пулемёта и уничтожил его вместе с расчётом. Своими действиями открыл дорогу своему атакующему подразделению.
За образцовое выполнение боевых заданий Командования на фронте борьбы с немецкими захватчиками и проявленные при этом доблесть и мужество приказом войскам 11-й гвардейской армии № 066/н от 3 апреля 1945 года гвардии красноармеец Копосов Владимир Иванович награждён орденом Славы 2-й степени.
Новый подвиг совершил при штурме города-крепости Кёнигсберга 9 апреля 1945 года - первым ворвался в подвал дома, где была оборудована пулемётная точка, гранатой и автоматным огнём уничтожил 4-х и захватил в плен 3-х немецких солдат, а также завладел их исправным пулемётом. Был награждён медалью «За боевые заслуги».
После Победы был демобилизован.
Жил и работал в городе Архангельске. Там же проживал после выхода на пенсию.

## Награды
- Орден Отечественной войны I степени (11.03.1985)[2]
- Орден Красной Звезды(15.09.1944)[3]
- Орден Славы III степени  (6.2.1945)Приказом Министра обороны Российской Федерации от 13 сентября 1996 года был перенаграждён орденом Славы 1-й степени[4]
- Орден Славы II степени(3.04.1945)[5]
- Орден Славы III степени (10.07.1944)[6]
- Медаль «За отвагу» (16.06.1944)[7]
- Медаль «За боевые заслуги» (14.04.1945)[8]
- Медаль «В ознаменование 100-летия со дня рождения Владимира Ильича Ленина» (6 апреля 1970)
- Медаль «За победу над Германией в Великой Отечественной войне 1941—1945 гг.» (9 мая 1945[9])
- Медаль «За взятие Кёнигсберга» (9.06.1945)[10]
- Юбилейная медаль «Двадцать лет Победы в Великой Отечественной войне 1941—1945 гг.» (7 мая 1965[11])
- Юбилейная медаль «Тридцать лет Победы в Великой Отечественной войне 1941—1945 гг.»[12]
- Медаль «Сорок лет Победы в Великой Отечественной войне 1941—1945 гг.»[13]
- Юбилейная медаль «50 Победы в Великой Отечественной войне 1941—1945 гг.»
- Юбилейная медаль «60 лет Победы в Великой Отечественной войне 1941—1945 гг.»
- Медаль «Ветеран труда»
- Юбилейная медаль «50 лет Вооружённых Сил СССР» (26 декабря 1967[14])
- Юбилейная медаль «60 лет Вооружённых Сил СССР» (28 января 1978[15])
- Знак «25 лет победы в Великой Отечественной войне» (1970)